# Chamaecelyphus africanus
Chamaecelyphus africanus är en tvåvingeart som först beskrevs av Walker 1849.  Chamaecelyphus africanus ingår i släktet Chamaecelyphus och familjen Celyphidae. Inga underarter finns listade i Catalogue of Life.